# Veronica fruticans
Veronica fruticans es una especie de planta de la familia de las plantagináceas.

## Descripción
Se distingue por su tallo de base leñosa y flores azul oscuro con centros rojizos. Tallos ascendentes, de 5-15 cm, con hojas obovadas a estrechamente oblongas, normalmente enteras, casi sentadas. Flores grandes de 1-1,5 cm de diámetro, en inflorescencias cortas más o menos como cabezuelas, que se alargan al fructificar. Cápsula ovada, densa y finamente pelosa como el cáliz. Florece en verano.

## Hábitat
Rocas, praderas pedregosas en suelo silíceos o acidificados.

## Distribución
Europa del norte y montañas del sur , Pirineos, Alpes.